# Resolución 1929 del Consejo de Seguridad de las Naciones Unidas
La resolución 1929 del Consejo de Seguridad de las Naciones Unidas, aprobada el 9 de junio de 2010, declaró que Irán no había demostrado que se hubiesen suspendido todas las actividades relacionadas con el enriquecimiento y reprocesamiento de uranio, de manera contraria a lo dispuesto en las resoluciones número 1696 (2006), 1737 (2006), 1747 (2007), 1803 (2008), 1835 (2008) y 1887 (2009); resoluciones referentes a la no proliferación de armas nucleares y el programa nuclear de Irán. Por dicho incumplimiento, la resolución contempló una serie de nuevas sanciones a Irán, incluyendo determinado armamento pesado, bloqueo de transacciones financieras y la inspección de cargas sospechosas enviadas por mar o aire al país persa.
La resolución, a propuesta de Francia y Reino Unido, fue aprobada por 12 votos a favor, una abstención por parte del Líbano y los votos en contra de Turquía y Brasil. Para los representantes de estos tres países, la resolución 1929 podía truncar los esfuerzos diplomáticos realizados hasta la fecha, mientras que las sanciones representaban un fracaso de la diplomacia.

## Resolución

### Observaciones
En el preámbulo de la resolución, el Consejo de Seguridad reafirmó su compromiso con el Tratado de No Proliferación Nuclear, con sus disposiciones y con las obligaciones que derivan de él. También se recuerda que según la resolución GOV/2006/14 de la Junta de Gobernadores del Organismo Internacional de Energía Atómica (OIEA) una solución de la cuestión nuclear iraní contribuiría a los esfuerzos de no proliferación mundiales y al logro del objetivo encaminado a crear en el Oriente Medio una zona libre de armas de destrucción en masa, incluidos sus sistemas vectores. Sin embargo, según el texto introductorio de la resolución, Irán no había cooperado con la OIEA en aquellas cuestiones que suscitaban preocupación, debiendo ser aclaradas para excluir la posibilidad de que el programa nuclear del Irán tuviese dimensiones militares. Resultó especialmente preocupante para el Consejo de Seguridad la participación de los Cuerpos de la Guardia Revolucionaria Islámica en actividades de su programa atómico, que eran estratégicas para la proliferación nuclear; la construcción de la planta de enriquecimiento de Qom, que contravenía la resolución GOV/2009/82 de la OIEA; y el enriquecimiento de uranio hasta un 20% sin su notificación pertinente a la OIEA.
El Consejo de Seguridad reconoció que el acceso a fuentes de energía diversas y fiables era decisivo para el crecimiento y desarrollo sostenible de Irán, pudiendo existir vinculaciones entre los ingresos derivados de su sector energético y la financiación de las actividades nucleares. Se instó a Irán a ratificar con premura el Tratado de prohibición completa de ensayos nucleares, destacando que Alemania, China, Estados Unidos, Rusia, Francia y el Reino Unido estaban dispuestos a medidas concretas adicionales a fin de estudiar una estrategia general para solucionar la cuestión nuclear iraní mediante la negociación, confirmando que una vez se restablezca la confianza de la comunidad internacional en el carácter exclusivamente pacífico del programa nuclear del Irán, se le dará el mismo trato que a cualquiera de los otros Estados no poseedores de armas nucleares que son partes en el Tratado sobre la no proliferación de las armas nucleares.

### Acciones
De acuerdo al Artículo 41 del Capítulo VII de la Carta de las Naciones Unidas, el Consejo de Seguridad determinó que Irán no había cumplido con los requisitos establecidos por la Junta de Gobernadores de la OIEA ni con las resoluciones del propio Consejo de Seguridad 1696 (2006), 1737 (2006), 1747 (2007) y 1803 (2008); reafirmándose en que debía cumplirlas sin demora. Se indicó que Irán debía adoptar sin tardanza con las medidas exigidas por la OIEA en sus resoluciones GOV/2006/14 y GOV/2009/82 de la Junta de Gobernadores, porque a juicio del Consejo eran esenciales para fomentar la confianza en los fines exclusivamente pacíficos de su programa nuclear. Irán debía resolver también las serias dudas planteadas acerca de la planta de enriquecimiento de Qom, porque incumplía su obligación de suspender todas las actividades relacionadas con el enriquecimiento de uranio. La resolución acordó que Irán no debería adquirir intereses en actividades comerciales de otro Estado que comporten la extracción de uranio o la producción o
uso de los materiales y tecnologías nucleares.
Otras disposiciones de la resolución 1929 incluían:
- Irán no debería llevar a cabo ninguna actividad relacionada con misiles balísticos capaces de transportar armas nucleares. Se instó a los Estados miembros de la Organización a impedir la transferencia de tecnología relacionada con este armamento.
- Restricción de tránsito y acceso al territorio de los países miembros de la Organización a determinadas personas vinculadas con el programa nuclear de Irán o entidades a su vez también vinculadas. El anexo 1 de la resolución incluyó una lista de personas y entidades relacionadas.
- Vigilancia sobre transacciones financieras relacionadas con el Cuerpo de Guardianes de la Revolución Islámica y que podrían contribuir al desarrollo de actividades nucleares estratégicas desde el punto de vista militar o con el desarrollo de vectores de armas.
- Con arreglo con el derecho internacional, en particular con el derecho del mar y con los acuerdos sobre aviación comercial, la resolución exhortó a los Estados miembros a inspeccionar carga procedente o destino a Irán si existiesen motivos fundados para creer que contienen artículos prohibidos en virtud de las resoluciones 1737, 1747, 1803 o la misma 1929.
- Se observó que los Estados tienen potestad para inspeccionar en alta mar naves sobre las cuales existan las mismas sospechas de portar carga prohibida de o destino a Irán.
- Se exhortó a los Estados miembros a tomar medidas adecuadas que impidan movimientos financieros si existe información que éstos podrían servir para financiar actividades nucleares relacionadas con la proliferación o producción de vectores de armas nucleares.